# Serra de les Arcades
La Serra de les Arcades és una serra situada als municipis de l'Albagés, el Cogul i el Soleràs (Garrigues), amb una elevació màxima de 410,7 metres.